# 도주관
도주관(道州館)은 대한민국 경상북도 청도군 화양읍에 있는, 조선시대 청도군의 객사 건축물이다. 1985년 12월 30일 경상북도의 유형문화재 제212호로 지정되었다.

## 개요
조선시대 청도군의 객사로, 청도군을 ‘도주’라고도 부른다. 객사 안에는 수령이 초하루와 보름에 임금을 상징하는 위패에 절하는 곳인 정청과 중앙에서 파견된 관리나 외국사신이 묵고 갈 수 있는 숙박시설로 되어있다.
1670년 경인 조선 현종 때 지어진 것으로 보이며, 정청은 화양면사무소로 사용되면서 바닥과 벽이 바뀌었다. 그러나 건물의 나머지는 옛 모습을 보존하고 있다.
관아터에는 지방업무, 민사소송을 보던 동헌이 남아 있으며, 이 건물 앞에는 역대 군수들의 선한 정치를 기린 비가 서있다. 또한 고종(재위 1863∼1907) 때 대원군이 외세침략에 대해 거부하는 의지를 새긴 척화비도 있다.

## 같이 보기
- 청도 척화비 (경상북도 문화재자료 제109호)

## 참고 자료
- 도주관 - 국가유산청 국가유산포털